# Cod ATC D06
Cod ATC D06 este o parte a Sistemului de clasificare Anatomo Terapeutico Chimică.
D Preparate dermatologice
D 06 Antibiotice și chimioterapice de uz dermatologic